# Barmbek-Süd
Barmbek-Süd, Hamburg-Barmbek-Süd – dzielnica miasta Hamburg w Niemczech, w okręgu administracyjnym Hamburg-Nord.  
1 kwietnia 1938 na mocy ustawy o Wielkim Hamburgu włączony w granice miasta.